# Hans-Georg Gadamer
Hans-Georg Gadamer (tiếng Đức: [ˈɡaːdamɐ]; 11 tháng 2 năm 1900 – 13 tháng 3 năm 2002) là nhà triết gia Đức. Gadamer sinh tại Marburg, Đức, con trai của Johannes Gadamer (1867–1928) giáo sư hóa dược, người sau này làm hiệu trưởng của Đại học Marburg.
H.G. Gadamer là trung tâm của một số sự kiện lịch sử đen tối nhất, phức tạp nhất trong thế kỷ XX. Ông đã chọn ở lại nước Đức vào những năm 1930, không ủng hộ cũng không chủ động chống lại Hitler; thay vào đó là đàm phán một vị trí phi chính trị cho phép ông được tiếp tục công việc triết học của mình.
Năm 1929, Gadamer làm luận án tiến sĩ dưới sự hướng dẫn của Martin Heidegger – một triết gia có nhiều ảnh hưởng đến cách nghĩ và sự nghiệp của Gadamer. Khác với Heidegger, Gadamer chưa bao giờ gia nhập đảng Quốc xã. Mặt khác ông ấy cũng chưa từng đăng lính, có lẽ do căn bệnh bại liệt mắc phải từ thời sinh viên.
Gadamer từng dạy trong thời gian ngắn tại Đại học Kiel vào năm 1934, sau này là một trong những căn cứ địa của đảng Quốc xã. Đến năm 1937, ông trở thành giáo sư ở Marburg, và hai năm sau là giáo sư ở Leipzig. Sau Chiến tranh thế giới thứ II, Leipzig thuộc Đông Đức và những người Soviet cử ông làm hiệu trưởng trường Đại học Leipzig. Vào năm 1947, Gadamer đi sang Tây Đức, làm việc ở Frankfurt. Từ năm 1949, ông sống tại Heidelberg đến cuối đời và không lập gia đình. 
Vào những năm 1960-1970, giữa ông và Jürgen Habermas đã nổ ra những cuộc tranh luận nổi tiếng về truyền thống lịch sử, quyền lực văn hóa so với giác ngộ, sự giải phóng và ý thức hệ. Gadamer cũng từng tranh luận với Jacques Derrida.